# Pretoki
Pretoki is een plaats in de gemeente Sveti Ivan Zelina in de Kroatische provincie Zagreb. De plaats telt 310 inwoners (2001).